# Synagoge (Kroměříž)
Koordinaten: 49° 17′ 54,3″ N, 17° 23′ 57,5″ O

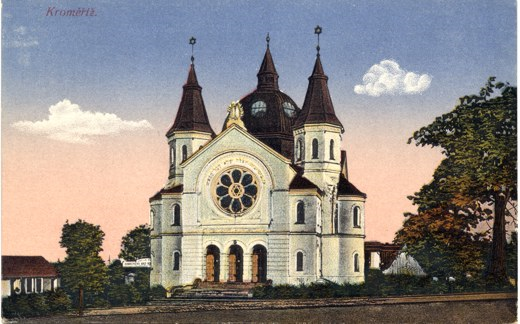
Synagoge, um 1920

Die Synagoge in Kroměříž (deutsch Kremsier), einer tschechischen Stadt im gleichnamigen Bezirk in der Region Zlín in Ostmähren, wurde 1910 errichtet.

## Geschichte
Der repräsentative Synagogenneubau wurde vom Wiener Architekten Jakob Gartner entworfen.
Auf Befehl der deutschen Besatzer wurde die Synagoge 1942 während des Zweiten Weltkriegs abgerissen.
Am Standort der ehemaligen Synagoge steht heute das Kulturhaus.

## Pläne des Architekten Jakob Gartner (1898)

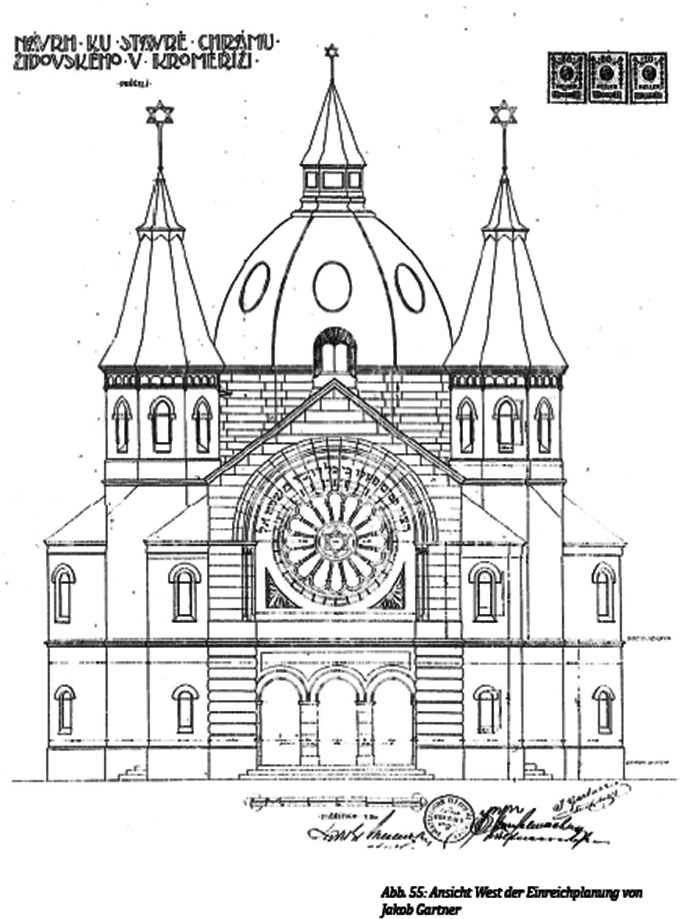
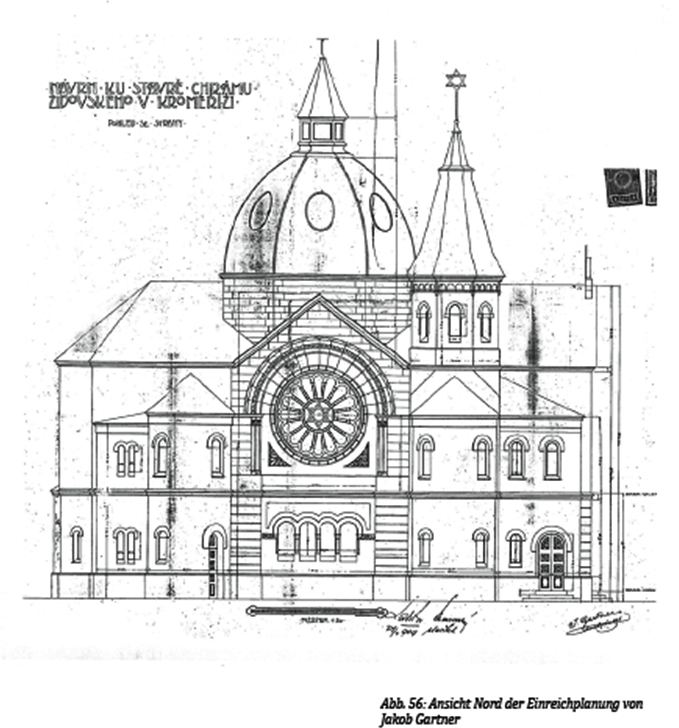
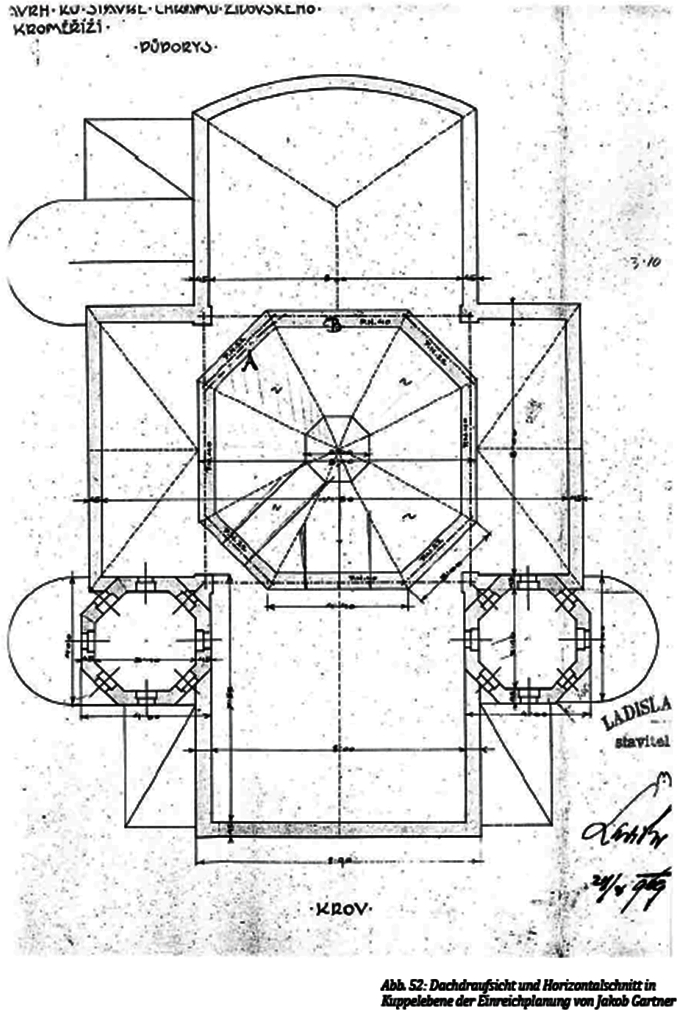
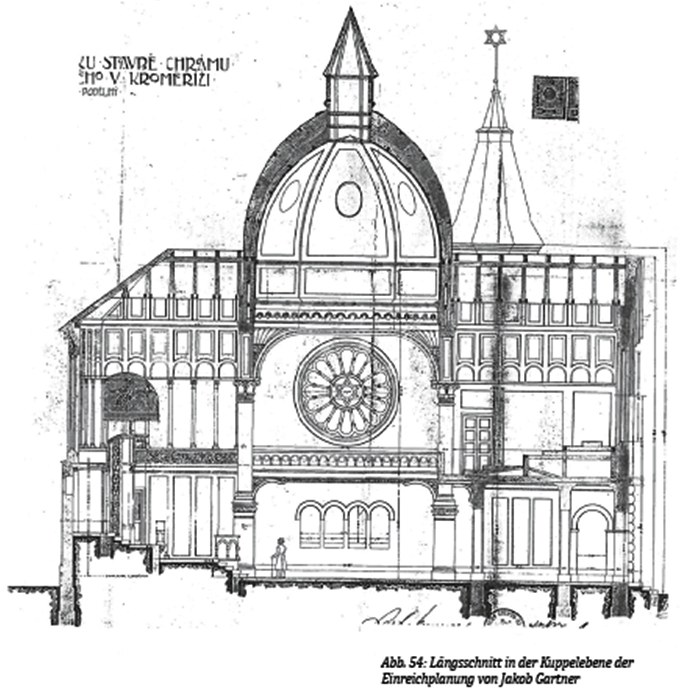
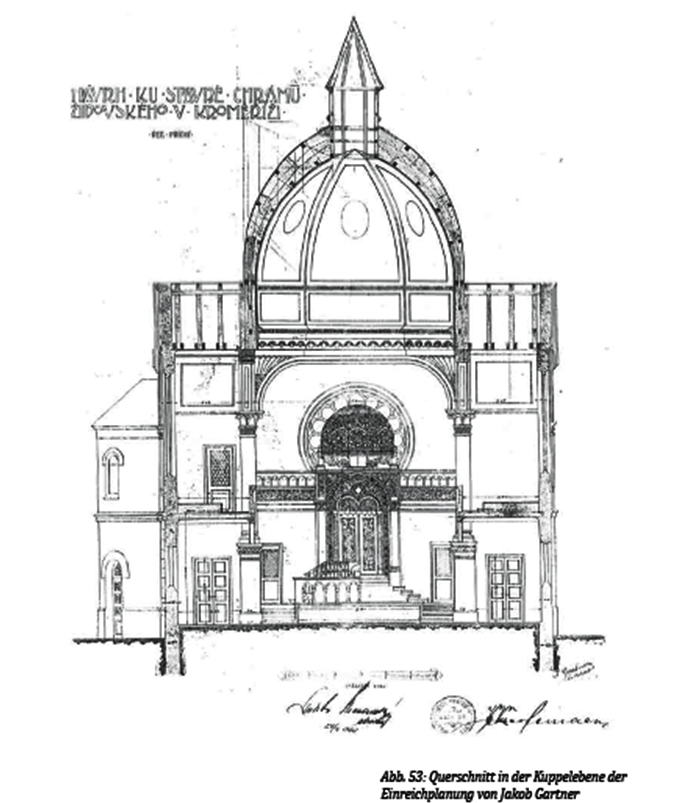

## Gedenken

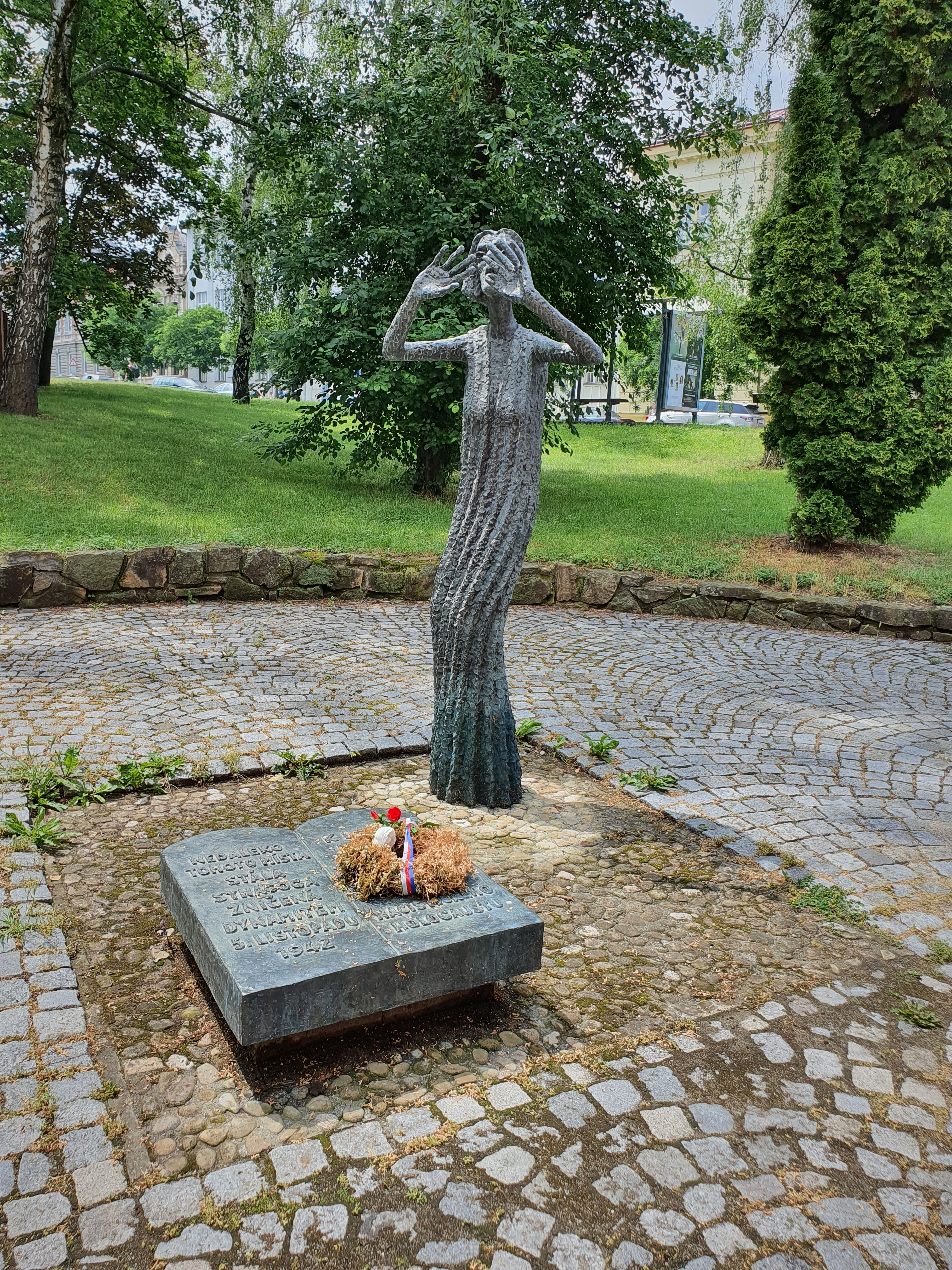
Mahnmal

Ein Mahnmal erinnert an die jüdische Geschichte der Stadt. Es wurde vom Bildhauer Olbram Zoubek erstellt.